# Fries Museum

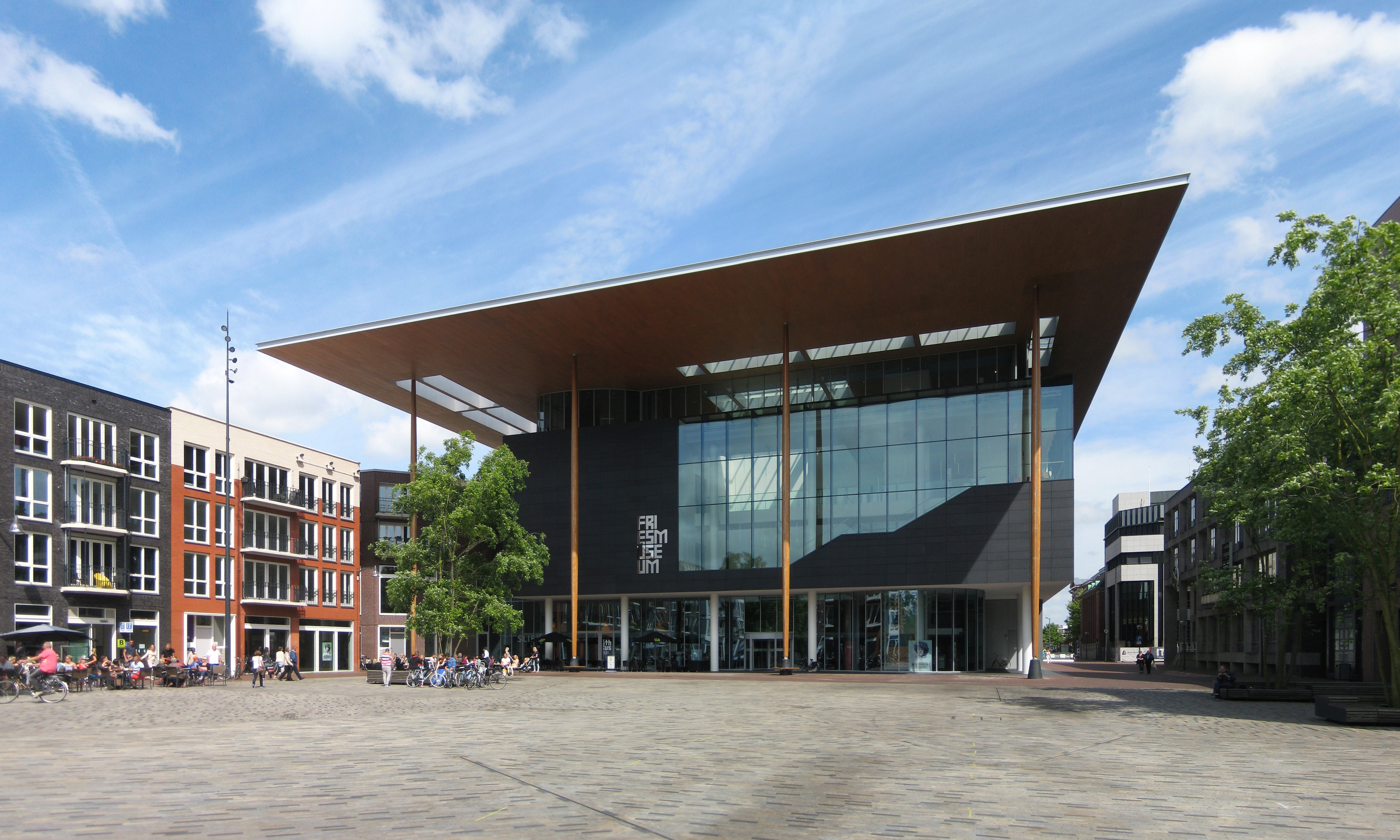
Das Fries Museum 2014

Das Fries Museum (deutsch Friesisches Museum, westfriesisch Frysk Museum) ist ein Museum in Leeuwarden in den Niederlanden.
Das Museum wird von der Provinciaal Friesch Genootschap ter Beoefening van Friesche Geschied-, Oudheid- en Taalkunde betrieben. Erste Sammlungen im frühen 19. Jahrhundert ab 1827 durch geschichtsbewusste Friesen sollten die kulturelle Identität bewahren. Die Historische Tentoonstelling (historische Ausstellung) von 1877 war ein so herausragender Erfolg, dass die Betreiberin in der Lage war, ein neues und größeres Anwesen an der Leeuwarder Koningstraat zu beziehen. Das Museum wurde am 13. April 1881 eröffnet und in den ersten Jahrzehnten lokal schlicht het Museum, das Museum, genannt. Es war das erste niederländische volkskundliche Provinzmuseum.
Mit rund 170.000 Objekten aus Kunst, Kultur und Geschichte ist das Fries Museum heute das größte Provinzmuseum der Niederlande. Ein Prunkstück des Museums ist de zilveren Poptaschat, ein Silberschatz aus dem Besitz eines Arztes, darunter ein silberner Deckelpokal aus dem 17. Jahrhundert. Auch das vermeintliche Schwert des Grote Piers befindet sich im Museum. Eine Ausstellung war dem Leben der Tänzerin und als Spionin hingerichteten Mata Hari gewidmet, die 1876 in Leeuwarden als Margaretha Zelle geboren wurde. Eine andere Ausstellung galt Saskia, der Ehefrau Rembrandts, auch in Leeuwarden gebürtig. Die Ausstellung zum friesischen Widerstand gegen den Nationalsozialismus (Fries verzet) wird dauernd gezeigt.

## Ausstellungskataloge
- Rembrandt & Saskia. Liebe im goldenen Zeitalter, 24. November 2018 bis 17. März 2019, gemeinsam mit mhk Kassel, Leeuwarden 2018, ISBN 978 94 625 8302 3.

## Einzelbelege
1. ↑  Geschiedenis - Over het museum. Abgerufen am 19. Juli 2022 (niederländisch).
2. ↑  popta-zilver in het fries museum. Ehemals im Original (nicht mehr online verfügbar); abgerufen am 20. Juli 2022 (niederländisch). (Seite nicht mehr abrufbar. Suche in Webarchiven)
3. ↑  grootste mata haritentoonstelling ooit. Ehemals im Original (nicht mehr online verfügbar); abgerufen am 19. Juli 2022 (niederländisch). (Seite nicht mehr abrufbar. Suche in Webarchiven)
4. ↑  Het Fries Museum Verzet - het museum van Friesland, in Leeuwarden. Abgerufen am 19. Juli 2022 (niederländisch).

Koordinaten: 53° 12′ 10,5″ N, 5° 48′ 5,3″ O